# Curimopsis andalusiaca
Curimopsis andalusiaca é uma espécie de insetos coleópteros polífagos pertencente à família Byrrhidae.
A autoridade científica da espécie é Franz, tendo sido descrita no ano de 1967.
Trata-se de uma espécie presente no território português.